# О культе личности и его последствиях

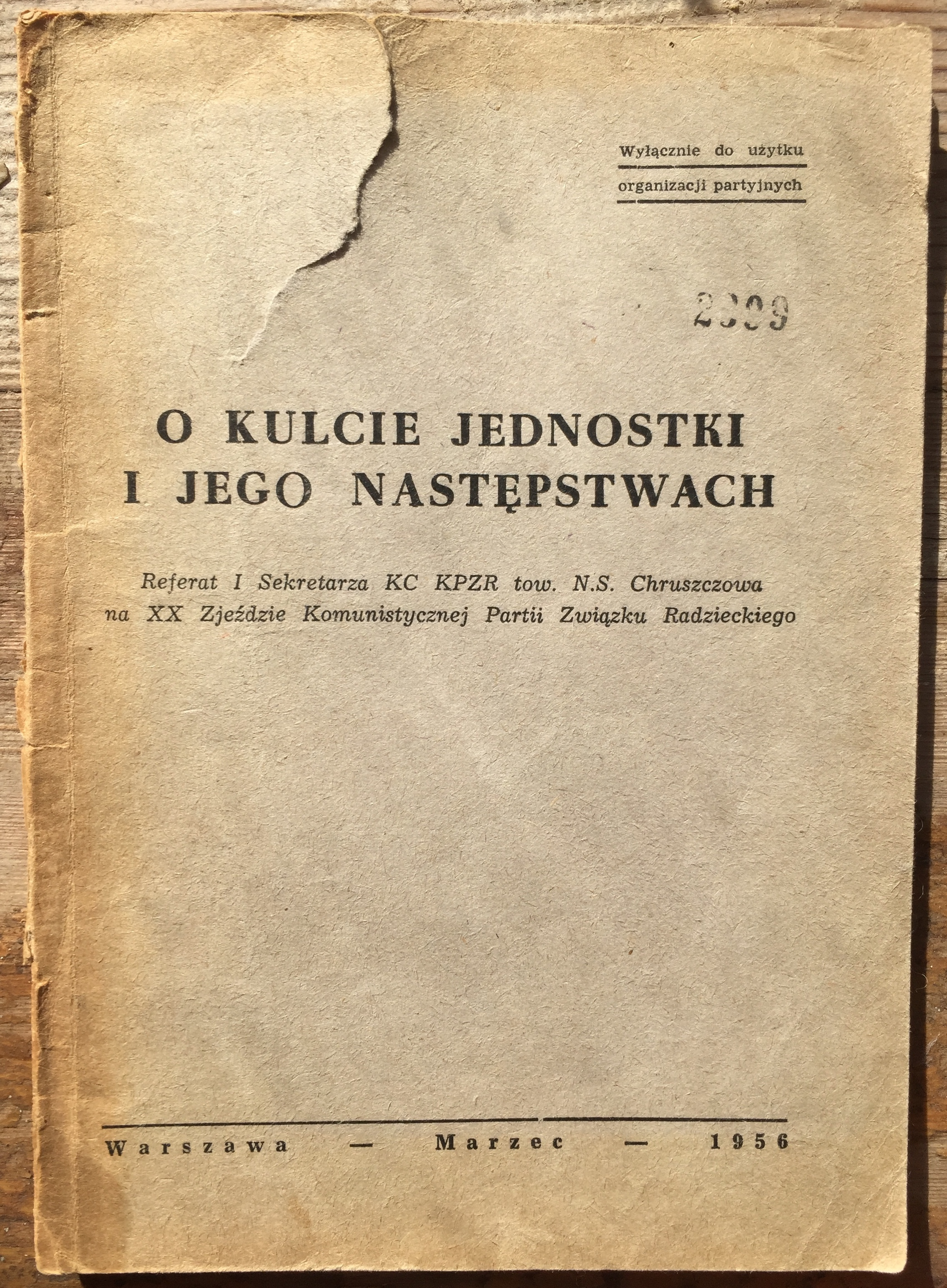
O kulcie jednostki i jego następstwach (О культе личности и его последствиях), польское издание, март 1956, для внутрипартийного пользования в ПОРП

Доклад «О культе личности и его последствиях» (также известен как «секретный доклад Хрущёва на XX съезде КПСС») был зачитан Первым секретарём ЦК КПСС Н. С. Хрущёвым на закрытом заседании XX съезда КПСС, состоявшемся 25 февраля 1956 года.
Доклад был посвящён осуждению культа личности И. В. Сталина, массового террора и преступлений второй половины 1930-х — начала 1950-х, вина за которые возлагалась лично на Сталина, а также проблеме реабилитации партийных и военных деятелей, репрессированных при Сталине. Доклад считается началом хрущёвской оттепели и даже «наиболее влиятельным докладом ХХ столетия».

## Подготовка
В основе доклада Хрущёва лежат материалы, подготовленные «комиссией Поспелова», образованной 31 декабря 1955 года Президиумом ЦК КПСС для «разбора вопроса о том, каким образом оказались возможными массовые репрессии против большинства всего состава членов и кандидатов ЦК ВКП(б), избранного XVII съездом партии».
В комиссию входили Поспелов, Комаров, Аристов, Шверник; к работе привлекались сотрудники КГБ и Прокуратуры СССР (в частности, председатель КГБ генерал И. А. Серов).
Выводы комиссии были представлены 9 февраля 1956 года на заседании Президиума ЦК. В многостраничном документе содержались только сведения о репрессиях в отношении партийно-советского руководства, не затрагивались коллективизация и «раскулачивание», проблема советских военнопленных, репрессированных после возвращения из немецкого плена. Тем не менее, в докладе чётко вырисовывалась картина массовых репрессий. Названия некоторых рубрик доклада говорят сами за себя: «Приказы НКВД СССР о проведении массовых репрессий», «Искусственное создание антисоветских организаций, блоков и различного рода центров», «О грубейших нарушениях законности в процессе следствия», «О „заговорах“ в органах НКВД», «Нарушения законности органами прокуратуры в надзоре за следствием в НКВД», «Судебный произвол Военной Коллегии Верховного Суда СССР», «О внесудебном рассмотрении дел».
Из выводов комиссии следовало, что в 1937—1938 годах было репрессировано более 1,5 миллионов человек, из них 680 тысяч расстреляно. Из 139 членов и кандидатов в члены ЦК КПСС было расстреляно 89. Из 1966 делегатов XVII съезда было репрессировано 1108 человек, из них расстреляно 848. XVII съезд ВКП(б), проходивший в Москве с 26 января по 10 февраля 1934 года, был выбран в качестве точки отсчёта, так как считался «Съездом победителей», утвердившим победу социализма в СССР.
В документе ясно устанавливалась персональная ответственность Сталина за применение пыток на допросах, внесудебные расправы и расстрелы. По мнению членов комиссии, «возможность для массовых нарушений социалистической законности» открыло Постановление ЦИК СССР от 1 декабря 1934 г., принятое с нарушениями процедуры в первые часы после убийства С. М. Кирова и подписанное А. С. Енукидзе. Массовые репрессии резко усилились с конца 1936 года после телеграммы Сталина и Жданова, в которой говорилось о необходимости назначения Ежова на пост наркома внутренних дел, так как Ягода «оказался не на высоте своей задачи в деле разоблачения троцкистско-зиновьевского блока. ОГПУ опоздал в этом деле на 4 года».
Доклад комиссии вызвал бурное обсуждение на Президиуме ЦК. Тем не менее, 13 февраля, за день до начала XX Съезда, Президиум ЦК решил вынести на Пленум предложение о том, чтобы «на закрытом заседании съезда сделать доклад о культе личности и утвердить докладчиком Н. С. Хрущёва».

## Выступление на съезде
Своеобразной подготовкой к критике Сталина стала речь на съезде А. И. Микояна, который резко раскритиковал сталинский Краткий курс истории ВКП(б), отрицательно оценил литературу по истории Октябрьской революции, Гражданской войны и советского государства. Правда, сам Сталин в этой речи не упоминался.
Н. С. Хрущёв выступил с закрытым докладом в последний день работы, 25 февраля, на закрытом утреннем заседании. Необычным было выбранное время проведения — после пленума ЦК по избранию руководящих органов партии, которым обыкновенно закрывались партийные форумы, и закрытый характер заседания — без присутствия приглашённых на съезд представителей зарубежных коммунистических партий, и порядок ведения — руководил заседанием Президиум ЦК КПСС, а не избранный делегатами рабочий президиум.
Как вспоминал один из очевидцев доклада А. Н. Яковлев, «в зале стояла глубокая тишина. Не слышно было ни скрипа кресел, ни кашля, ни шёпота. Никто не смотрел друг на друга — то ли от неожиданности случившегося, то ли от смятения и страха. Шок был невообразимо глубоким».
«Когда Хрущёв оторвался от текста и, в запале жестикулируя, произнес: „А он, Сталин, руководил фронтами по глобусу“, все молчали, даже военачальники. Им-то было что сказать, чем возразить. В другой бы партии, наверное, крикнули бы, не выдержали: „Неправда!“, а тут смолчали», — вспоминал делегат съезда В. Я. Исаев.
Следует учитывать, что историк Р. Пихоя отмечает: «Что читал и что говорил Хрущев делегатам XX съезда, достоверно неизвестно. Установить степень соответствия печатного текста доклада Хрущева и его устного выступления не представляется возможным».

В своих воспоминаниях Мухитдинов Н. А. так описывает закрытый доклад:
Никита Сергеевич подошёл к трибуне, уверенно начал говорить. В первом ряду, слева от Булганина, оказались Ворошилов и Молотов, а сразу за ними, во втором ряду — Жуков и я. Георгий Константинович нагнулся к впереди сидящим, и они шёпотом фиксировали каждое отклонение от уже обсуждавшегося текста. Я сосредоточенно следил за реакцией зала, а также, естественно, внимательно и взволнованно слушал доклад.

Сначала делегаты слушали Хрущёва в напряжённой тишине. Но вот постепенно то в одном, то в другом месте зала начала проявляться реакция на услышанное — возгласы в виде поддержки, одобрения или возмущения, иногда вспыхивали аплодисменты. Никита Сергеевич много раз отклонялся от текста и говорил от себя. Именно эти моменты своей откровенностью и искренностью вызывали наибольшие эмоции. Наконец он закончил, и зал, находившийся в начале доклада в шоковом состоянии, теперь аплодировал ему.
После окончания выступления председательствовавший на заседании Н. А. Булганин предложил прений по докладу не открывать и вопросов не задавать.
Делегаты съезда приняли два постановления — с одобрением положений доклада и о его рассылке партийным организациям без опубликования в открытой печати.

## Содержание
Текст доклада содержал следующие основные тезисы:
- Осуждение культа личности Сталина;
  - Цитаты из классиков марксизма, которые осуждали «культ индивидуума»;
  - «Письмо к съезду» и заметки Н. К. Крупской о личности Сталина;
- Использование Сталиным термина «враг народа» в качестве оружия политической борьбы; до этого борьба с троцкистами и оппозицией была чисто идеологической;
- Нарушение Сталиным правил коллективного руководства;
  - Репрессирована большая часть «старых большевиков» и делегатов XVII Съезда, которые в основном происходили из рабочих и вступили в ВКП (б) до 1920 г.;
  - После этих репрессий Сталин полностью перестал считаться с принципом коллегиальности;
- Подробности репрессий против известных членов партии;
- Требование о проведении масштабных репрессий: НКВД «опоздал на 4 года» с реализацией тезиса Сталина об «усилении классовой борьбы»;
  - Ежовщина, массовая фальсификация дел, направленная на выполнение «планов» по осуждённым и расстрелянным;
- Преувеличение роли Сталина в Великой Отечественной войне;
- Депортация народов;
- Дело врачей и Мингрельское дело;
- Проявления культа личности: песни, названия городов, и т. п.;
  - Текст Гимна СССР в редакции 1944—1956 гг.;
- Неприсуждение Ленинской премии и замена на Сталинскую премию.

В конце доклада говорилось, что несмотря на свои недостатки, Сталин имеет заслуги перед партией и что он выдающийся марксист-ленинец, ярый сторонник Ленина. Также в конце доклада Хрущёв сказал, что Сталин вёл линию культа личности и репрессий, так как думал, что это правильно для построения коммунизма. «Это является трагедией Сталина», — сказал Хрущёв.

## Распространение текста доклада
Секретность речи была сохранена, однако в мире распространились отдельные отрывки, а копии речей достались руководству коммунистических партий социалистических стран (преимущественно в сокращённом виде). 5 июня 1956 года доклад впервые появился в печати в США (одновременно в газетах New York Times и Washington Post) и затем был опубликован в Мюнхене на русском языке.
После съезда доклад был в полной версии распространён в партячейках всей страны, причём на ряде предприятий к его обсуждению привлекали и беспартийных; частым было также обсуждение доклада Хрущёва в ячейках ВЛКСМ. «Смягчённый» вариант доклада был обнародован в качестве постановления Президиума ЦК КПСС от 30 июня 1956 года под названием «О преодолении культа личности и его последствий», в котором задавались рамки допустимой критики сталинизма. В этом постановлении говорилось, что несмотря на свои недостатки, Сталин был верным сторонником Ленина и выдающимся марксистом-ленинцем. Также говорилось, что культ личности не увёл советское общество от построения коммунизма. Доклад привлёк огромное внимание во всём мире; появились его переводы на различные языки, в том числе распространявшиеся в некоммунистических кругах. Полностью в СССР доклад впервые был официально опубликован в 1989 году в журнале «Известия ЦК КПСС», массовым тиражом в приложении «Неделя» к газете «Известия» (1989, № 16).
Известно, что ряд разведок стран мира пытался заполучить текст доклада, но Израиль оказался первым. В Польше сотрудница ЦК ПОРП Люция Барановская, секретарша Эдварда Охаба (первого секретаря ЦК Польской объединённой рабочей партии) передала на короткое время доклад журналисту Польского агентства печати Виктору Граевскому. Он показал его в израильском посольстве, где с текста сняли копию. Фактически Моссад, пользуясь услугами Граевского, сумел заполучить речь Хрущёва. Текст доклада получил Давид Бен-Гурион, который заявил после прочтения примерно следующее, не угадав только сроки, но точно предсказав озвученное им событие:

Если это не фальшивка, не специально подставленная нам дезинформация, поверь моему слову — через двадцать лет не будет Советского Союза.

## Политические последствия
- В канун годовщины со дня смерти Сталина, в Тбилиси (Грузия) прошли митинги против решений XX съезда по осуждению культа личности Сталина, 9 марта 1956 года они были разогнаны силами Советской Армии с жертвами среди митингующих. (см. Тбилисские события (1956)
- Поверхностно изучалась или вовсе замалчивалась история Октябрьской революции, причины и характер Гражданской войны, голод 30-х годов.

## Оценки доклада
Политолог Энн Аппельбаум считает, что Хрущёв в докладе сказал полуправду, поскольку, рассказывая о преступлениях Сталина, умолчал о собственном участии. По её мнению, целью доклада Хрущёва было не только освобождение соотечественников, но и консолидация личной власти и запугивание партийных оппонентов, которые также принимали участие в репрессиях.